# Туравкіно
Туравкіно (рос. Туравкино) — присілок у Тихвінському районі Ленінградської області Російської Федерації.
Населення становить 11 осіб. Належить до муніципального утворення Цвильовське сільське поселення.

## Історія
Населений пункт розташований на історичній Новгородській землі, знищеній Московським царством у 15 столітті.
Згідно із законом від 1 вересня 2004 року № 52-оз належить до муніципального утворення Цвильовське сільське поселення.

## Населення
| 1879 | 1910 | 1928 | 1958 | 1997 | 2002 | 2007 |
| ---- | ---- | ---- | ---- | ---- | ---- | ---- |
| 35   | ↗45  | ↗113 | ↘39  | ↘6   | ↗9   | ↗10  |
| 2010 |      |      |      |      |      |      |
| ↗11  |      |      |      |      |      |      |